# Gerold Hildebrand
Gerold Hildebrand (* 19. Mai 1955 in Lauchhammer) ist ein ehemaliger DDR-Bürgerrechtler und Autor.

## Leben
Hildebrand wuchs in Ruhland auf. Schon als Schüler an der EOS Lauchhammer beteiligte er sich an Protesten gegen staatliche Willkür in der DDR. Da er den Schusswaffeneinsatz im Grenzdienst ablehnte, wurde ihm die Studienzulassung entzogen. Er wurde Hilfspfleger in einer Einrichtung der Stephanus-Stiftung bei Templin und ab Herbst 1976 im Universitätsklinikum Jena. Hier konnte er eine Ausbildung zum Krankenpfleger machen. Gleichzeitig beteiligte er sich an Aktionen der Jungen Gemeinde Stadtmitte. Seine Wohnung war ein wichtiger Treffort der alternativen Jugend der Stadt. Der Tod seines Freundes Matthias Domaschk kurz nach der Inhaftierung durch die Staatssicherheit prägte sein Leben nachhaltig. Ab Anfang 1982 lebte er in Berlin und arbeitete am St.-Joseph-Krankenhaus. Nach verschiedenen politischen Aktionen arbeitete er ab 1986 in der Berliner Umwelt-Bibliothek mit. In verschiedenen Kontexten begleitete er Wehrdienstverweigerer und gab die Untergrundzeitschrift »BeKenntnis« mit heraus. Im Herbst 1989 war er einer der Organisatoren der Fürbittgottesdienste und des Kontakttelefons an der Berliner Gethsemanekirche. Er war Pressereferent beim Neuen Forum und Mitarbeiter des Matthias-Domaschk-Archivs. 1997 bis 2005 studierte er Sozialwissenschaften an der Humboldt-Universität zu Berlin. Er schrieb eine Vielzahl Artikel zur Geschichte des Widerstands in der DDR und war bis zum Renteneintritt Mitarbeiter der Gedenkstätte Berlin-Hohenschönhausen.